# Bauline
Bauline es un pueblo canadiense situado en la provincia de Terranova y Labrador.

## Superficie
Bauline tiene una superficie de 16,05 km².

## Demografía
En 2021, tenía 412 habitantes, una densidad poblacional de 25,7 hab./km², y 172 viviendas.